# 村上義温
村上 義温（むらかみ よしあつ、1889年（明治22年）4月22日 - 1954年（昭和29年）10月20日）は、日本の外交官。駐ペルー公使。

## 経歴
石川県出身。1910年（明治43年）、神戸商業高等学校（現在の神戸大学）を卒業し、翌年に外交官及領事官試験に合格した。上海に領事官補として赴任し、以後大使館三等書記官、領事・関東都督府事務官、外務事務官・帝都復興院書記官などを歴任し、その間、長春、南京、ニューヨーク、イギリスに勤務した。1924年（大正13年）より香港総領事、ハンブルク総領事を務め、1931年（昭和6年）からはトルコ大使館参事官となった。1933年（昭和8年）に駐ペルー公使に任命され、1935年（昭和10年）からは駐エクアドル公使を、1936年（昭和11年）からは駐ボリビア公使を兼ねた。